# Achromatium oxaliferum
Achromatium oxaliferum — вид бактерій родини Thiotrichaceae.

## Опис
Бактерія може досягати 0,125 мм завдовжки, що робить її найбільшою з прісноводних бактерій. Achromatium oxaliferum живе в донних відкладеннях прісних озер, де він зазвичай трапляється на кордоні кисневої і безкисневої зон, але проникає і в повністю безкисневі шари. Інші різновиди (або види) Achromatium мешкають в мінеральних джерелах і в солоних опадах припливів.
Achromatium отримує енергію за рахунок окислення сірководню спочатку до сірки (яка зберігається у вигляді гранул в цитоплазмі), а потім і до сульфатів. Він здатний до фіксації неорганічного вуглецю, але може засвоювати і органічні сполуки. Унікальною особливістю цієї бактерії є наявність в її клітинах численних великих включень колоїдного кальциту.

## Етимологія
Родова назва Achromatium означає безбарвний. Вид oxaliferum перекладається як той, що несе щавелеву кислоту.